# 達拉斯鎮區 (愛荷華州泰勒縣)
達拉斯鎮區（英語：Dallas Township）是位於美國愛荷華州泰勒縣的一個行政鎮區。

## 地方資料
根據2010年美國人口普查的數據，達拉斯鎮區的面積為92.28平方千米，當中陸地面積為91.81平方千米，而水域面積為0.47平方千米。當地共有人口606人，而人口密度為每平方千米6.57人。